# Idaea prionodonta
Idaea prionodonta là một loài bướm đêm trong họ Geometridae.